# Rendez-vous avec la mort
Pour les articles homonymes, voir Rendez-vous avec la mort (homonymie) et Appointment with Death.
Rendez-vous avec la mort (titre original : Appointment with Death) est un roman policier d'Agatha Christie publié le 2 mai 1938 au Royaume-Uni, mettant en scène Hercule Poirot. Il est publié la même année aux États-Unis, et quatorze ans plus tard, en 1952, en France.

## Résumé
À Jérusalem, l'arrivée de la famille américaine Boynton à l'hôtel est largement commentée. En effet, toute la famille obéit au doigt et à l'œil à la vieille et terrible Mme Boynton, qui prend un malin plaisir à faire souffrir son monde.
De son côté, Hercule Poirot entend la voix de Raymond Boynton dans la chambre voisine de sa suite : « Tu vois bien qu'il faut la tuer, non ? ».
Le drame se produit lors d'une excursion à Pétra, en Jordanie. Le corps de Mme Boynton y est découvert, sans vie. Pas de trace de mort violente, juste une marque de seringue sur le poignet…

## Personnages principaux
- La victime
  - Mme Boynton : femme dure et autoritaire ; ancienne gardienne de prison.

- Les enquêteurs
  - Hercule Poirot : célèbre détective belge.
  - Colonel Carbury : commissaire d'Amman.

- Les suspects
  - Raymond Boynton : beau-fils de la victime.
  - Carol Boynton : belle-fille de la victime et sœur de Raymond.
  - Lennox Boynton : beau-fils de la victime et demi-frère de Raymond et Carol.
  - Nadine Boynton : femme de Lennox Boynton.
  - Ginevra Boynton : fille de la victime.
  - Dr Théodore Gérard : psychologue français, éminent spécialiste des maladies mentales.
  - Dr Sarah King : jeune médecin.
  - Jefferson Cope : vieil ami de la famille Boynton.
  - Lady Westholme, née Vansittart : touriste, membre du Parlement anglais.
  - Miss Amabel Pierce : ancienne gouvernante, enseignante, touriste, camarade de pension de Lady Westholme.
  - Mahmoud : guide et serviteur bédouin.

## Élaboration du roman
Le roman a pour décor les ruines de Pétra, au Moyen-Orient. Agatha Christie avait été impressionnée par les ruines de cette cité après les avoir visitées avec son second mari, Max Mallowan. Elle avait déjà utilisé le cadre de Pétra pour y situer l'intrigue de la nouvelle La Perle de grand prix (1933), dans laquelle le héros est cette fois Parker Pyne.
Comme dans nombre de ses œuvres, Agatha Christie fait recourir un de ses personnages au crime par empoisonnement. Elle aura été aidée pour cela par des connaissances basiques en pharmacologie acquises durant la Première Guerre mondiale, alors qu'elle était infirmière. Elle s'est également documentée, par correspondance, auprès de spécialistes en pharmacologie.
Lors de la publication en revue au Royaume-Uni, Christie fait précéder la publication de l'intrigue par un texte expliquant les trois éléments de l'affaire qui ont séduit Poirot : le délai de 24 heures pour résoudre l'enquête, la psychologie de la victime (tyrannique avec sa famille) et le fait que ce soit le colonel Carbury qui lui ait demandé d’enquêter.

## Éditions
Revues
- (en) A Date with Death, Royaume-Uni, Daily Mail, en janvier 1938[2].
- Rendez-vous avec l'inconnu, France, Lisez-moi bleu, de janvier à mars 1948.

Romans
- (en) Appointment with Death, Londres, Collins Crime Club, 2 mai 1938, 256 p.
- (en) Appointment with Death, New York, Dodd, Mead and Company, 1938, 256 p.
- Rendez-vous avec la mort (trad. Louis Postif), Paris, Librairie des Champs-Élysées, coll. « Le Masque » (no 420), 1952, 243 p. (BNF 31945412)
- Rendez-vous avec la mort (trad. Jean-Marc Mendel), dans : L'Intégrale : Agatha Christie (préf. Jacques Baudou), t. 6 : Les années 1938-1940, Paris, Librairie des Champs-Élysées, coll. « Les Intégrales du Masque », 1993, 1182 p. (ISBN 2-7024-2239-X, BNF 35585904)

## Adaptations
- 1945 : Rendez-vous avec la mort (Appointment with Death), pièce de théâtre d'Agatha Christie. Elle supprime Hercule Poirot et change l'identité de l'assassin ;
- 1988 : Rendez-vous avec la mort (Appointment with Death), film britannique de Michael Winner, avec l'acteur Peter Ustinov dans le rôle de Poirot ;
- 2006 : Appointment with Death, feuilleton radiophonique de BBC Radio 4, avec John Moffatt donnant sa voix au détective ;
- 2009 : Rendez-vous avec la mort (Appointment with Death), téléfilm de la série britannique Hercule Poirot (épisode 11.04), avec David Suchet dans le rôle de Poirot. Là encore, le meurtrier change et l'histoire est assez différente. Le titre est expliqué à travers une célèbre parabole.
- 2013 : Rendez-vous avec la Mort, bande dessinée française de Didier Quella-Guyot (scénario) et Marek (dessin) publiée dans la collection Agatha Christie ;
- 2019 : Rendez-vous avec la mort, téléfilm de la série Les petits meurtres d'Agatha Christie